# Norrbottens södra kontrakt
Norrbottens södra kontrakt var ett kontrakt inom Svenska kyrkan i Luleå stift. Det upphörde den 1 juli 1959 då den delades i tre delar: Kalix kontrakt, Lule kontrakt och Pite kontrakt.

## Administrativ historik
Kontraktet bildades 1906 
från en del av Västerbottens andra kontrakt
- Piteå landsförsamling
- Piteå stadsförsamling
- Älvsby församling

från större delen av Västerbottens tredje kontrakt
- Nederluleå församling
- Luleå stadsförsamling
- Överluleå församling
- Edefors församling
- Råneå församling
- Nederkalix församling

1909 bildades
- Töre församling

1915 bildades
- Norrfjärdens församling

1918 bildades
- Hortlax församling

Vid upplösningen övergick till Pite kontrakt Pite lands, Pite stads, Älvsby, Norrfjärden och Hortlax församlingar, till Kalix kontrakt Nederkalix och Töre församlingar och Lule-Jokkmokks kontrakt övriga församlingar

## Kontraktsprostar
| Ämbetstid | Namn            | Levnadstid | Övrigt                              |
| --------- | --------------- | ---------- | ----------------------------------- |
| 1926–1947 | Albert Nordberg | 1871–      | Kyrkoherde i Nederluleå församling. |
| 1947–1955 | Leo Ekmark      | 1886–1966  | Kyrkoherde i Töre församling.       |